# Media Luna Roja de Azerbaiyán
La Media Luna Roja de Azerbaiyán (en azerí: Azərbaycan Qızıl Aypara Cəmiyyəti, AQAC) es el servicio nacional de la Media Luna Roja en Azerbaiyán. Es el servicio nacional de emergencia y asistencia médica, de desastre y ambulancia, así como banco de sangre.
La Media Luna Roja de Azerbaiyán fue fundada el 10 de marzo de 1920 y es una de las 192 sociedades nacionales del Movimiento Internacional de la Cruz Roja y de la Media Luna Roja. La sede está en Bakú.

## Historia
La Media Luna Roja de Azerbaiyán fue fundada bajo la República Democrática de Azerbaiyán el 10 de marzo de 1920, por iniciativa del entonces Viceministro de Defensa, el Teniente General Aliagha Shikhlinski y el ministro de Relaciones Exteriores Fatali Khan Khoyski. Después de que Azerbaiyán fuera ocupado y anexado por la Rusia soviética el 28 de abril de ese año, la Media Luna Roja de Azerbaiyán dejó de existir brevemente cuando se reorganizó como la rama azerbaiyana de la Cruz Roja Rusa. En octubre de 1922, la Sociedad de la Media Luna Roja de Azerbaiyán (Hilal Ahmer) fue restablecida por decreto del Consejo de Comisarios del Pueblo de la República Socialista Soviética de Azerbaiyán. Funcionó como parte de la Liga Soviética de la Cruz Roja y de la Media Luna Roja.
En 1991, después del colapso de la Unión Soviética, la República de Azerbaiyán recuperó su independencia y otorgó la independencia a su Sociedad Nacional de la Media Luna Roja de acuerdo con los estándares internacionales.